# 艾珀尔
艾珀尔，是匈牙利科马罗姆-埃斯泰尔戈姆州所辖的一个村。总面积12.53平方公里，总人口622，人口密度49.6人/平方公里（2011年1月1日）。